# Dumivka, Krasnopillea
Dumivka (în ucraineană Думівка) este un sat în comuna Samotoiivka din raionul Krasnopillea, regiunea Sumî, Ucraina.

## Demografie
Componența lingvistică a localității Dumivka
     Ucraineană (91,51%)
     Rusă (4,72%)
     Romani (2,83%)
Conform recensământului din 2001, majoritatea populației localității Dumivka era vorbitoare de ucraineană (91,51%), existând în minoritate și vorbitori de rusă (4,72%) și romani (2,83%).